# It Came from Outer Space
It Came from Outer Space is een Amerikaanse sciencefictionfilm uit 1953 onder regie van Jack Arnold. In Nederland werd de film destijds uitgebracht onder de titel Uit een andere wereld.

## Verhaal
In de buurt van de boerderij van John Putnam en zijn vrouw Ellen slaat een vuurbal in. Ze gaan samen op onderzoek uit en ontdekken dat er een buitenaards ruimteschip is neergestort. Niemand schenkt geloof aan hun verhaal, totdat een paar mensen spoorloos verdwijnen.

## Rolverdeling
| Acteur          | Personage    |
| --------------- | ------------ |
| Richard Carlson | John Putnam  |
| Barbara Rush    | Ellen Fields |
| Charles Drake   | Matt Warren  |
| Joe Sawyer      | Frank Daylon |
| Russell Johnson | George       |
| Kathleen Hughes | June         |